# Capan-1
Capan-1 (亦稱ATCC HTB-79) 是具有高侵襲性及高分化能力的人類胰腺癌細胞系，最初是分離自一名40歲的白人男性腺癌患者。

## 特徵
Capan-1細胞對孕酮受體及雌激素受體α呈現陽性反應，並且表達囊腫性纖維化跨膜電導調節因子及分泌胃黏蛋白。CAPAN-1細胞對內毒素和腫瘤壞死因子-α都有濃度依賴性的IL-6和白細胞介素-8產生，白細胞介素-8的低水平表達不受任何濃度的脂多糖所影響。這些發現表明胰管細胞可能通過細胞因子的產生，積極參與着急性胰腺炎的發病機制。在裸鼠體內生長的Capan-1細胞對5-氟尿嘧啶具有抗藥性，染色體編號在51至61號之間。

## 外部連結
- Cellosaurus entry for Capan-1（页面存档备份，存于）